# 萨索费拉托
萨索费拉托（義大利語：Sassoferrato），是意大利安科纳省的一个市镇。总面积135.24平方公里，人口7742人，人口密度57.2人/平方公里（2009年）。ISTAT代码为042044。